# ليزا دييزا
ليزا دييزا بينتي (من مواليد 14 يناير 1990) عدّاء أثيوبي للمسافات الطويلة، والمتخصص في سباقات الطرق الطويلة. حصل على أول ميدالية دولية له في عام 2009 في بطولة ألعاب القوى الأفريقية للناشئين، حيث فاز بالميدالية الذهبية في سباق 10.000 متر.

## وصلات خارجية
- http://www.nytimes.com/2015/04/21/sports/boston-marathon-lelisa-desisa-caroline-rotich.html